# Reality Check
Reality Check ist ein US-amerikanischer Thriller des Regisseurs Rafal Zielinski aus dem Jahr 2002.

## Handlung
Da die Quoten der Reality-Show „True Livin“ im Keller sind, beschließt der Produzent der TV-Show sie durch verschärfte Spielregeln, wieder in die Höhe zu treiben. So wird zum Beispiel die zuerst eingeplante Luxusvilla gegen eine spartanisch eingerichtete Hütte, die weit entfernt von jeglicher Zivilisation liegt, ausgetauscht. Auf den Gewinner der Show warten 100.000 $ Preisgeld. Doch zuerst müssen sich die Kandidaten auf miese Streiche, die von der Produktionsfirma inszeniert werden, gefasst machen. Dies ist jedoch nicht das größte Problem der Kandidaten, denn ein Unbekannter hat klammheimlich begonnen, die Kandidaten und Mitglieder der Filmcrew, einen nach dem anderen gewaltsam aus dem Spiel zu nehmen. Als die Kandidaten den ersten Mord bemerken geraten sie in Panik, denn niemand weiß, wem er nun noch vertrauen kann.

## Kritik
„Teenie-Slasher nach „Big Brother“-Schema, der mit den üblichen Personen-Klischees einschlägige Genrevorgaben erfüllt.“